# Real-time Transport Protocol
Em ciência da computação, do inglês Real-time Transport Protocol conhecido pelo acrónimo RTP, é um protocolo de redes utilizado em aplicações de tempo real como, por exemplo, entrega de dados áudio ponto-a-ponto, como Voz sobre IP. Ele funciona como uma sub-camada na camada de transporte, camada 4 do Modelo OSI, e define como deve ser feita a fragmentação do fluxo de dados de áudio, adicionando a cada fragmento informação de sequência e de tempo de entrega, sendo o controle é realizado pelo RTCP - Real Time Control Protocol. Ambos utilizam o UDP como real protocolo de transporte, o qual não oferece qualquer garantia que os pacotes serão entregues num determinado intervalo.
Segundo  "É um pouco difícil dizer em que camada o RTP está. Como ele funciona no espaço do usuário e está vinculado ao programa aplicativo, certamente parece ser um protocolo de aplicação. Por outro lado ele é um protocolo genérico e independente das aplicações que apenas fornecem recursos de transporte, e assim também é semelhante a um protocolo de transporte"
O RTP permite que seja atribuída a cada fonte (i.e, câmeras ou microfones) sua própria corrente independente de pacotes RTP. Por exemplo, para uma videoconferência entre dois participantes, quatro correntes RTP podem ser abertas — duas correntes para transmitir o áudio (uma em cada direção) e duas para transmitir o vídeo (uma em cada direção).
Os protocolos RTP/RTCP são definidos pela RFC 3550 do IETF (Internet Engineering Task Force).